# Охотников, Михаил Михайлович
Михаил Михайлович Охотников (род. 8 января 1976, Челябинск) — российский хоккеист, защитник.

## Биография
Хоккеем начал заниматься в семь лет. Воспитанник ДЮСШ «Трактор» Челябинск, тренер Ю. Г. Могильников.
В сезоне 1992/93 дебютировал за челябинский «Мечел». 10 ноября 1993 года провёл единственный матч в сезоне за «Трактор» — дома против «Молота» (7:1). В этом сезоне помимо «Мечела» играл за «Таганай» Златоуст. В течение двух следующих сезонов выступал за «Трактор», в сезоне 1994/95 играл также за «УралАЗ» Миасс.
Серебряный призёр юниорского чемпионата Европы 1994 года. Серебряный призёр молодёжного чемпионата мира 1995 года, бронзовый призёр молодёжного чемпионата мира 1996 года.
В июне 1996, прыгнув с понтона на озере Кисегач, сломал шею и стал инвалидом. Поступил на факультет юриспруденции в ЮУрГУ.